# Molinos de Duero
Molinos de Duero település Spanyolországban, Soria tartományban. Molinos de Duero Soria, Covaleda, Salduero, Vinuesa és Sierra de Urbión községekkel határos. Lakosainak száma 158 fő (2024).

## Népesség
A település népessége az elmúlt években az alábbi módon változott:
| Lakosok száma | 187  | 185  | 191  | 184  | 180  | 181  | 167  | 162  | 169  | 158  |
|               | 2001 | 2004 | 2007 | 2009 | 2012 | 2014 | 2017 | 2019 | 2022 | 2024 |